# Ункратль
Ункра́тль (авар. Ункъракь) — историческая область на стыке современных границ Дагестана, Чечни и Грузии. Долгое время была в составе Сарира и позднее Аварского нуцальства в качестве приграничной области.

## История
Название «Ункратль» происходит путём сложения двух аварских слов «четыре» (авар. ункъго) и «земля» (авар. ракь) — «Четырёхземелье» — подразумевая четыре главных каньона, где расположена область.
Ункратль состоит из земель селений Кеди, Саситли, Сильди, Гакко, Метрада, Нижнее Хваршини, Верхнее Хваршини, Цихалах и Хушет, и главенствующее место среди этих девяти сел, судя по многочисленным историческим сведениям и местным преданиям, всегда занимало Кеди. Место, где находится это село, принято считать самым красивым и удобным для проживания. Наверное, поэтому члены ханского дома Хунзаха, переселившиеся сюда когда-то из Хунзаха, выбрали местом своего пребывания именно эту равнину среди высоких гор, с альпийскими лугами и удобными путями сообщения с близкими и дальними уголками кавказских гор. Мясо, сыр и масло из Кеди всегда славились во всем округе, через горы и ущелья данного села пролегала древняя дорога, соединявшая когда-то Хунзах с горной частью Чечни. С берегов Чанты-аргун и Шаро-Аргуна, по течению Хашелдойахк вела скотоперегонная и караванная дорога на Дагестан через перевал Ягодак (2952 м). Уже во второй половине IX века, как это сообщает Ибн Руста, существовала дорога, проходившая по территории современных Чечни и Ингушетии, по которой и осуществлялось общение между Аварией и Аланией. К 943 году, как это видно из текста ал-Масуди, между правителями, сидящими в горном Хунзахе и царями Алании, которые, кстати, начиная с VIII века и вплоть до 932 года, исповедовали православие, существовали «брачные связи, поскольку каждый из них женился на сестре другого».
Население Кеди и остальных сел Ункратля по языку и по материальной и духовной культуре практически идентично классическим аварцам. Любопытен тот факт, что ункратлинцы, проживающие в компактно расположенных селениях и говорящие на аварском языке, находятся в окружении аварских обществ (тиндалы, чамалалы, багулалы, хваршины, цезы) и иных народов (тушинцы, чеченцы). Проживание ункратлинцев на относительно географически замкнутой территории, среди выше перечисленных обществ, вдали от основного ареала обитания авароязычного населения, недвусмысленно указывает на то, что они являются переселенцами. В дагестанской историографии общепринятым является мнение, что Ункратль был одним из «форпостов» Аварского нуцальства. Его история своими корнями уходит в глубокую древность и неразрывно связана с политической историей Аварии.
На карте Кистии 1836 года район Ункратля отмечен, как «гулходары», что в переводе с чеченского значит прислужники, в значении горцев, приходящих на равнину для заработков или же, так именовали челядь, нанимавшаяся за ничтожную плату. А некоторые и вовсе нанимались работать без платы, за кусок хлеба или за дневное пропитание. Но кроме предоставление услуг чеченцам, жители Ункратля были обременены собственными налогами от райханатов хунзахских нуцалов в Кеди. А когда влияние Хунзаха ослабевало, эти райханаты начинали вести свою собственную политику и собранную с подвластных земель подать полностью оставляли себе. Вот, что пишет об этом известный историк Х.-М. Хашаев:

  «В процессе развития феодальных отношений в союзе Ункратль огромную роль играло дальнейшее укрепление власти местных (кедибских) феодальных правителей после смерти Уммахана в 1801 году, укрепление их земельной собственности и усиление тенденции к освобождению от центральной власти (от хунзахских ханов). По этому поводу в одном из архивных документов сообщается: «Селения Кеди, Саситль и Сильди нуцалы Кеди считают своей собственностью, так как земля им принадлежит, и поэтому они получают с каждого двора по одному барану, по сабе пшеницы и по три рабочих дня».

В связи с тем, что потомки Кединских нуцалов заявили о подати для них от Шодродинцев в размере пяти баранов в год, комиссия, видимо, обратилась к жителям этого села и прибывшие от их имени представители заявили следующее:
 «Мы, поверенные сел. Шодрода (заявили) Батыр-Ага-оглы 50 лет, Шама - Мирза Аджи-оглы 70 л. заявили: мы были в прежние времена свободными узденами и ни хану Аварскому, ни кому-то другому никакой подати не платили никогда, а за пастьбу баранов на горе «Ягадак», которой пользовались Кединские беки, давали им ясак, с пастуха одного барана. При Шамиле мы не ходили на эту гору, потому что были во вражде с киялальцами (Аргунского округа) лет около 50 тому назад и теперь не ходим на ту гору, взятую в казну, и которой пользуются каратинцы и киялальцы теперь и с тех пор, как перестали пользоваться тою горою, мы никому не давали ясака, и сельскими жителями нашими, на ровне с прочими узденями округа пользуемся и владеем как полною нашею собственностью мюльками своими и никому за земли никакой повинности никогда не платили. Мы коренные жители селения и всегда были на настоящем месте своего жительства и никогда не слышали, чтобы кто-нибудь другой считался когда-нибудь хозяином наших земель и споров за свою сельскую землю никогда ни с кем не имели. Нас 120 дворов.»
Сотни лет Ункратлем управлял так называемый нуцалчи, находившийся в селе Кеди. Все девять селений Ункратля платили ему дань. Для решения важных вопросов представители сельских общин сходились в Кеди. На этих совещаниях (сходках) обсуждались вопросы о совместных действиях против надвигающейся опасности, решались споры, возникшие между отдельными сельскими обществами. Устные предания, существующие в Ункратле, говорят о том, что первое появление здесь членов ханского дома Хунзаха напрямую связано с распространением среди жителей Западного Дагестана ислама. А по другим свидетельствам, возможно, это случилось еще раньше, во времена правителя Абухосро. В грузинском сочинении «Историческая хроника псевдо-Джуаншера» сказано, что в XIII веке «тушами», то есть обитателями Тушетии, расположенной в верховьях Андийского Койсу, а также «хунзами и всеми язычниками тех мест правил» князь Абухосро, которому «Историческая хроника» дает грузинский титул эристав, что означает — «воевода».

 «Земли селений Саситли, Сильда, Гако, Кидиб, Хварши, Митрада и Цихалах принадлежали кидибским нуцалам, и жители их, являющиеся выходцами из Аварии, платили им подати за пользование их землями».
По предположению Х. — М. Хашаева, земли эти были захвачены аварскими ханами. и там поселился один из членов ханского дома по имени Аликлыч, потомки которого являлись нуцалами-владельцами указанных земель.
На существование кидинских нуцалов указывает также записка из фонда генерала Клюки фон Клугенау «О некоторых обществах Дагестана», составленная 1839 году. В этой записке говорится, что разорение трех тушинских селений в 1837 году было учинено под руководством князей Амирхамзы и Молачи, которые были правителями Ункратля. Эти князья получали от этих тушинских селений подать. «Селения Кидиб, Саситль и Сильда, — говорится далее, — они считают своей собственностью, так как земля им принадлежит, и поэтому они получают с каждого двора в год по одному барану, по сабе пшеницы и по три рабочих дня».

## Ункратлинское восстание 1871 года
После Кавказской войны аварцы часто поднимали восстания. Причинами восстания в Ункратле могли служить повинности, вводимые царизмом. Горцы еще не отошли от событий Кавказской войны, и поэтому любая мелочь могла стать причиной выступления и побудить горцев к восстанию.
Восстание, вспыхнувшее в Чечне в 1860–1861 годах перекинулось и на Ункратль, который находился по соседству с Чечнёй и тоже был обременен тяжкими повинностями.
Люди оказались недовольны этим. Лидером восстания в Ункратле стал Каракул-Магома.
По итогу карательной операции под руководством Лазарева, восстание было подавлено и арестовано 142 участника восстания, в том числе Каракул-Магома, который был сослан в Сибирь, вместе со своим зятем.